# Hydnocarpus wrayi
Hydnocarpus wrayi är en tvåhjärtbladig växtart som beskrevs av George King. Hydnocarpus wrayi ingår i släktet Hydnocarpus och familjen Achariaceae. Inga underarter finns listade i Catalogue of Life.